# Alexandru Mățel
Alexandru Măţel (ur. 17 października 1989 w Konstancy) – piłkarz rumuński, który grał na pozycji prawego obrońcy oraz trener piłkarski. W latach 2011–2016 reprezentant Rumunii. Uczestnik Mistrzostw Europy 2016.
W swojej karierze występował m.in. w takich klubach jak: Dinamo Zagrzeb, Farul Konstanca czy FC Hermannstadt.

## Kariera klubowa
Swoją karierę piłkarską Măţel rozpoczął w klubie Farul Konstanca. W 2005 roku awansował do kadry pierwszego zespołu. 7 czerwca 2006 zadebiutował w pierwszej lidze rumuńskiej w przegranym 0:3 wyjazdowym meczu z CFR Cluj. W latach 2007–2008 był wypożyczony z Farulu do drugoligowej Delty Tulcea. W 2009 roku wrócił do Farulu. W sezonie 2008/2009 spadł z nim z pierwszej do drugiej ligi.
Latem 2010 roku Măţel przeszedł do Astry Giurgiu. W Astrze swój debiut zanotował 25 lipca 2010 w przegranym 1:2 domowym meczu z Dinamem Bukareszt. W sezonie 2013/2014 wywalczył z Astrą wicemistrzostwo Rumunii oraz zdobył Puchar Rumunii. Latem 2014 zdobył Superpuchar Rumunii.
Na początku 2015 roku Măţel przeszedł do Dinama Zagrzeb.
| Sezon   | Klub            | Kraj      | Rozgrywki | Mecze | Bramki |
| ------- | --------------- | --------- | --------- | ----- | ------ |
| 2005/06 | Farul Konstanca | Rumunia   | Liga I    | 1     | 0      |
| 2006/07 | Farul Konstanca | Rumunia   | Liga I    | 0     | 0      |
| 2007/08 | Delta Tulcea    | Rumunia   | Liga II   | 27    | 0      |
| 2008/09 | Delta Tulcea    | Rumunia   | Liga II   | 15    | 1      |
| 2008/09 | Farul Konstanca | Rumunia   | Liga I    | 16    | 0      |
| 2009/10 | Farul Konstanca | Rumunia   | Liga II   | 29    | 2      |
| 2010/11 | Astra Ploeszti  | Rumunia   | Liga I    | 28    | 4      |
| 2011/12 | Astra Ploeszti  | Rumunia   | Liga I    | 6     | 0      |
| 2012/13 | Astra Giurgiu   | Rumunia   | Liga I    | 21    | 0      |
| 2013/14 | Astra Giurgiu   | Rumunia   | Liga I    | 29    | 2      |
| 2014/15 | Astra Giurgiu   | Rumunia   | Liga I    | 0     | 0      |
| 2014/15 | Dinamo Zagrzeb  | Chorwacja | Prva HNL  | 13    | 0      |
| 2015/16 | Dinamo Zagrzeb  | Chorwacja | Prva HNL  |       |        |

## Kariera reprezentacyjna
W reprezentacji Rumunii Măţel zadebiutował 2 września 2011 roku w wygranym 2:0 meczu eliminacji do Euro 2012 z Luksemburgiem, rozegranym w Luksemburgu.

## Sukcesy

### Klubowe
Astra Giurgiu
- Puchar Rumunii (1x): 2013/14
- Superpucharu Rumunii (1x): 2014

 Dinamo Zagrzeb
- Mistrzostwo Chorwacji (3x): 2014/15, 2015/16, 2017/18
- Puchar Chorwacji (4x): 2014/15, 2015/16, 2016/17, 2017/18